# Wizards Bern Burgdorf
Die Wizards Bern-Burgdorf sind ein Schweizer Unihockeyverein aus Bern und Burgdorf, dessen erste Mannschaft in der Schweizer Nationalliga A im Unihockey spielt.

## Geschichte
Der Verein wurde 1992 innerhalb des Satus Burgdorf gegründet. Seit dem ersten Tag hat sich der Verein ausschliesslich mit Damenteams befasst. In den nachfolgenden sieben Jahren gelangen den Damen beachtliche Erfolge, welche im Jahr 1999 mit dem Aufstieg in die Nationalliga A belohnt wurden. 2002 spaltete sich der Verein von Satus Burgdorf ab; der Verein Burgdorf Wizards wurde gegründet. Im selben Jahr gelang dem Team die Teilnahme am Halbfinal des Schweizer Cups. Im Jahr 2005 und 2006 gelang sogar die Teilnahme am Final.

### Fusion
Die Wizards Burgdorf fusionierten 2013 mit dem ebenfalls in der Nationalliga A spielenden Damenteam des Unihockeyvereins Bern Capitals unter dem neuen Vereinsnamen Wizards Bern-Burgdorf.

### 2015/16
Anlässlich der Nationalmannschaftspause während der Saison 2015/16 absolvierten die Wizards ein Testspiel gegen die Französische Nationalmannschaft, welches mit 13ː0 gewonnen werden konnte.

## Erfolge
- Aufstieg in die Nationalliga B: 1999

## Teams
- Damen NLA
- Damen GF 1. Liga II
- Juniorinnen U21 A
- Juniorinnen U17
- Juniorinnen B